# Хероји над херојима
Хероји над херојима (енгл. Almost heroes) је филмска комедија из 1998. са главним глумцима Крисом Фарлијем и Метјуом Перијем, којег јер режирао Кристофер Гест. Наратор филма је Хери Ширер, који је познат по томе што је поклонио глас Неду Фландерсу из Симпсонова.
Прича описује двојицу истраживача, од којих је један углађен и културан (Метју Пери) а други дебео, неуредан и диваљ (Крис Фарли). Радња се дешава у 19. вијеку у неистраженим дијеловима Америке. Њих двојица, скупа са пратећом екипом, покушавају да стигну на Тихи океан прије Луиса и Кларка.
Филм представља Фарлијеву посљедњу велику улогу у филмском свијету, и објављен је пет мјесеци након његове смрти. Послије њега је је још глумио у комедији Норма Макдоналда „Прљави послови“, која је објављена касније исте године.

## Главне улоге
| Глумац        | Улога           |
| ------------- | --------------- |
| Крис Фарли    | Бартоломју Хант |
| Метју Пери    | Лесли Едвардс   |
| Лиса Барбуша  | Шакина          |
| Јуџин Леви    | Гај Фонтено     |
| Боким Вудбајн | Џона            |
| Дејвид Пекер  | Бидвел          |
| Кевин Дун     | Хидалго         |
| Роберт Титор  | Свештеник       |
| Хамилтон Кемп | Прет            |

## Радња
Године 1804, Луис и Кларк су кренули у експедицију освајања неистражених западних граница Америке. Независно од њих, друга група истраживача је кренула у исту мисију, коју води истраживач аристократског понашања Лесли Едвардс (Метју Пери). Био му је потребан неко ко познаје терен и локално становништво, па је унајмио Бартоломјуа Ханта (Крис Фарли), водича, скупа са неколицином пропалица и беспослењака, укључујући Гаја Фонтеноа, преводиоца који не говори ниједан други језик осим енглеског. Идући ка обали Тихог океана, наилазе на многе препреке као што су медвједи, индијанска племена, група шпанских освајача на челу са Хидалгом (Кевин Дан).
Група долази до циља након што велики орао однесе Бартоломјуа и пусти га изнад океана. Иако су дошли први до циља, како наратор објашњава, многи не знају ову причу и заслуге за откриће су ипак припале Луису и Кларку.

## Јавне критике
Критичарима се филм није допао, а као разлог су наводили лош сценарио и слабу глуму. Филм је доживио рејтинг од 16% на сајту „Rotten tomatoes“. Филм је доживио слабу продају, са бруто дохотком од само шест милиона долара. Међутим, нешто послије премијере и објављивања, доживио је велику популарност и постао култни филм.

## Цитати
- Хант: Пјешке до Азије. То ми се свиђа.
- (Бидвел се управо вратио у камп након што га је напао медвјед. Нога му је очигледно одгризена)
Бидвел: Господине, ишао сам у пакао и натраг.
Едвардс: Да, видим...
Бидвел: Претпостављам да ћете хтјети да предводите хајку да убијемо ужасну звијер
Едвардс: Па, да, то ми јесте на тренутак прошло кроз главу. Али сад имам бољу идеју.
 Бидвел: Да, господине? 
Едвардс: Набавићу ти најбољу дрвену ногу коју си икад видио.
Бидвел: Али шта ће бити са медвједом?
Едвардс: Буди сигуран, Бидвеле, за двадесетак година, муке старости ће се позабавити медвједом окрутније него што бисмо ми икад могли.
Бидвел: Освета је слатка, господине.
- Прет: Господине, знате пословицу: „Ако је вода ујутру бистра...“ 
Едвардс: Да, и? 
Прет: То је то.
- Хигинс: (вичући) Ено неке животиње! 
(сви осим Едвардса и Ханта почињу да пуцају у том правцу) 
Хигинс: Не можемо да је убијемо! Сви ћемо помријети! Боже спаси нас! 
Хант: Зауставите паљбу! Зауставите паљбу!
(Сви заустављају паљбу. Хант гледа изблиза и види да је у питању само вјеверица која грицка жир)
Хант: То је само вјеверица. 
(кратка станка) 
Прет: Држи нешто у руци! 
Гај Фонтено: Нешто држи у руци! 
(настављају да пуцају по вјеверици)
- Гај Фонтено:Ко год погледа у моју жену, умријеће!
- Едвардс: (након што му је Хант спасио живот и ризиковао свој) Не могу да изразим своја осјећања.
Хант: Немојте да ми причате о осјећањима. Не желим да вас ударим.
Едвардс: (уз смијех) Добро, свеједно...
Хант: (мргодећи се) Озбиљно вам кажем.